# Simon Fuller
Simon Fuller (sinh ngày 17 tháng 5 năm 1960 tại Hastings, East Sussex, Anh) là một nhà quản lý âm nhạc người Anh và đồng thời được coi là người sáng lập hệ thống các chương trình thần tượng âm nhạc "Idol" trên khắp thế giới như American Idol, Australian Idol, Canadian Idol... và một loạt các phiên bản Idol tại nhiều nước khác nhau. Ông là một trong những nhà quản lý thành công nhất trong lĩnh vực giải trí. Ông còn cộng tác và là người đồng sáng lập ra nhiều chương trình truyền hình tại Mỹ và châu Âu. Năm 2007, tạp chí Time bình chọn ông là một trong 100 nhân vật có ảnh hưởng nhất trên thế giới.